# Eccellenza
De Eccellenza is het vijfde niveau van het voetbal in Italië. Het is een regionale competitie die bestaat uit 28 geografisch ingedeelde poules met in totaal 464 clubs. Alle Italiaanse regio's hebben minimaal een Eccellenza, sommigen hebben twee of drie poules. Alle  winnaars promoveren naar de Serie D. Via een playoff-systeem zijn nog meerdere promotieplaatsen te verdienen. Ook de winnaar van de Coppa Italia Dilettanti, waar alle clubs uit de Eccellenza en Promozione (zesde niveau) aan deelnemen, promoveert naar de Serie D. Degradatie naar de Promozione verschilt per regio. 